# 2788 Анденна
2788 Анденна (1981 EL, 1973 FU1, 1975 VL3, 2788 Andenne) — астероїд головного поясу, відкритий 1 березня 1981 року.
Тіссеранів параметр щодо Юпітера — 3,427.